# Ventanas Residencial
Ventanas Residencial är en ort i Mexiko.   Den ligger i kommunen Los Cabos och delstaten Baja California Sur, i den västra delen av landet, 1 200 km väster om huvudstaden Mexico City. Ventanas Residencial ligger 128 meter över havet och antalet invånare är 123.
Terrängen runt Ventanas Residencial är platt åt sydväst, men åt nordost är den kuperad. Havet är nära Ventanas Residencial åt sydost.  Närmaste större samhälle är Cabo San Lucas, 4,6 km sydväst om Ventanas Residencial. 